# Sânsimion
Sânsimion (in ungherese Csíkszentsimon) è un comune della Romania di 3 528 abitanti, ubicato nel distretto di Harghita, nella regione storica della Transilvania.
Il comune è formato dall'unione di 2 villaggi: Cetățuia e Sânsimion.
La maggioranza della popolazione (circa il 98%) è di etnia Székely.